# Площа Спілія (Керкіра)
Площа Спілія -  площа, розташована в центрі сторого міста Керкіра на острові Керкіра (Корфу), Греція між старим містом, Новою фортецею та старим портом Керкіри.

## Історія та сучасність
Площа Спілія з давніх часів була однією з воріт міста, адже вона розташовується коло старого порту Керкіри та з неї був вхід до Нової фортеці. На площу виходять ворота Спілія (одні з двох воріт, що залишилися)  з чотирьох (ворота Спілія, Реала,  Раймонда, та Св. Миколая), які були частиною оборонних мурів, що захищали центр міста від ворогів та слугували для користування містянами.  Ворта мають довжину 12 метрів та два прохода.
Під час венеційського правління було збудовано ряд громадських будівель, деякі з яких збереглися до наших днів: вхідний портал одного з двох зерносховищ (1592 р.), а також казарми, які частково зруйновані.
На площі розташовано багато кафе, фонтан та каруселі, є столи для грив шахи.
Також на площі є Погруддя Константіноса Вокаса та Константіноса Завітсіаноса, пам'ятник адміралу Ушакову та інші скульптури та пам'ятники.